# Vladimír Sluka
R.D. Vladimír Sluka (23. listopadu 1925 Český Dub – 21. června 2009 Rajhrad) byl český římskokatolický kněz, duchovní správce řeholních sester pronásledovaných v období totality komunistickým režimem.

## Život
Bohosloveckou fakultu vystudoval v Litoměřicích a zde byl vysvěcen na kněze 8. dubna 1950. Po absolvování povinné základní vojenské služby u PTP nastoupil v roce 1954 jako kaplan do Liberce. Od 1. srpna 1955 se stal administrátorem farnosti Nové Město pod Smrkem. Když mu byla diagnostikována tuberkulóza, musel dne 1. června 1957 odejít z duchovní správy na léčení. Poté musel působit v civilních povoláních a do duchovní správy se vrátil až v roce 1959 jako duchovní pro řeholnice v charitativním domově v Lipové u Šluknova.
Později působil ve stejné funkci pro řeholní sestry v Jiřetíně pod Jedlovou, kam byly deportovány v rámci Akce Ř. Po druhé světové válce totiž v Jiřetíně pod Jedlovou existoval klášter sester Kongregace dcer Božské lásky založený v roce 1868. V objektu kláštera byl v průběhu 50. let zřízen domov důchodců pro přestárlé řádové sestry. Byly zde soustředěny sestry z Kongregace Dcer Božské Lásky a další řeholnice z celé republiky. V roce 1970 zde prožívalo sklonek života 250 řeholnic z celého Československa z osmi řádových kongregací. Řada z těchto řeholních sester přišlo do Jiřetína z komunistického vězení.
V 80. letech v Jiřetíně žily karmelitky, vincentky, těšitelky, voršilky, rafaelky, satmarky a další sestry. Sestry převzaly několik objektů v obci a postavily další budovu. Místnímu národnímu výboru působily starost tím, že se nezúčastňovaly voleb. Poprvé sestry volily v roce 1981. Po roce 1989 postupně řádové sestry z Jiřetína odešly, zůstala jen Kongregace Dcer Božské Lásky a voršilky. U zbylých řeholních sester v Jiřetíně pod Jedlovou Sluka pak působil až do 90. let 20. století.
Poslední dva roky života strávil v domě sester Těšitelek Božského Srdce v Rajhradě u Brna, kde také zemřel. Poslední rozloučení s ním se konalo ve farním kostele Nejsvětější Trojice v Jiřetíně pod Jedlovou ve středu 1. července 2009. Hlavním celebrantem byl litoměřický biskup Jan Baxant. Poté byly jeho tělesné ostatky uloženy do hrobu na místním hřbitově.